# Ossidi basici dello zolfo

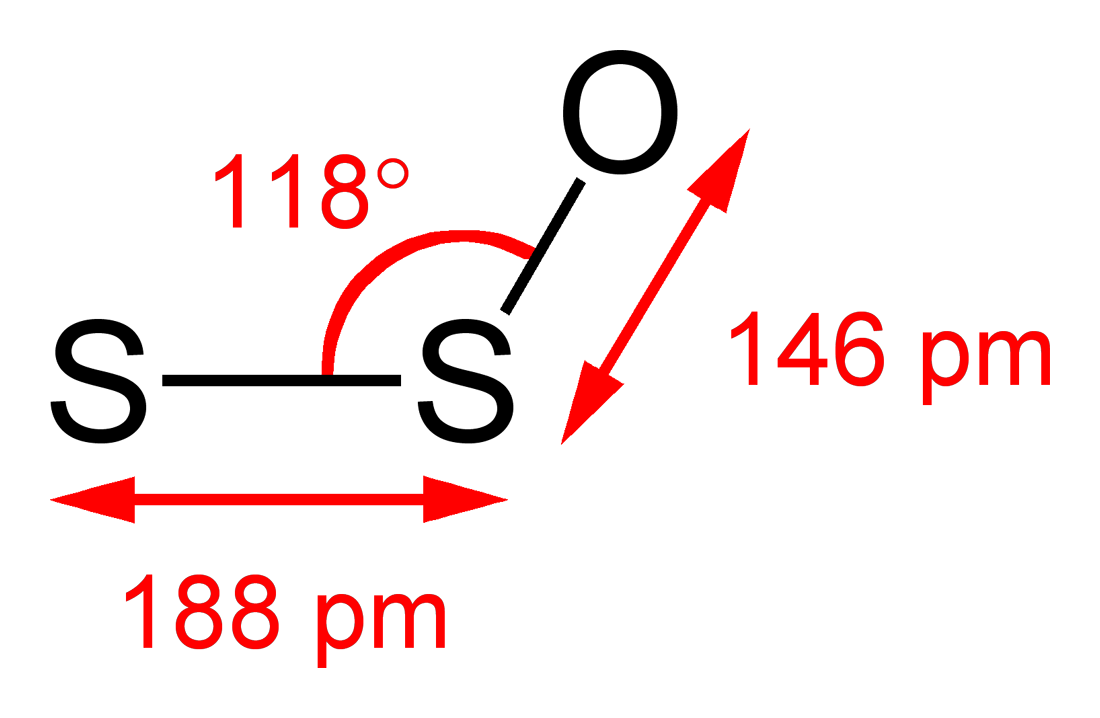
Struttura della molecola di S_{2}O

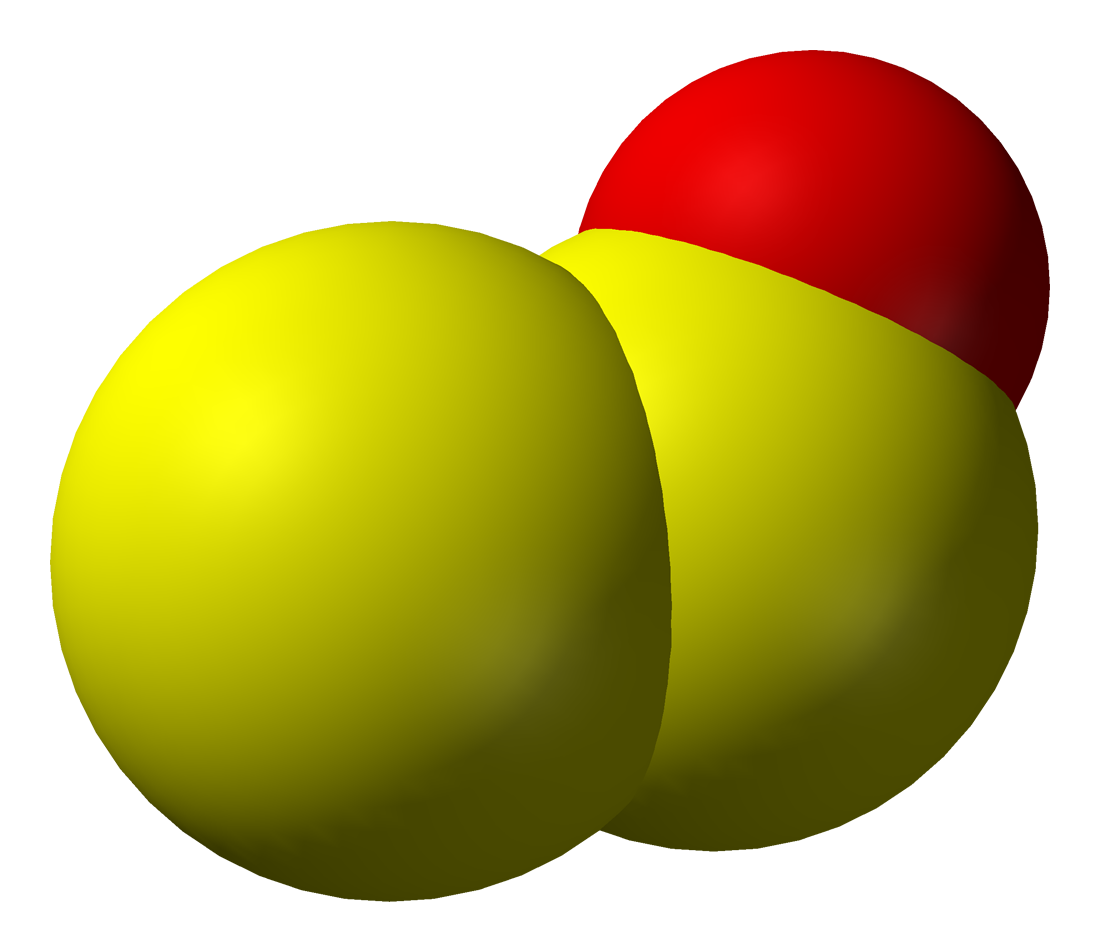
Modello 3D della molecola di S_{2}O

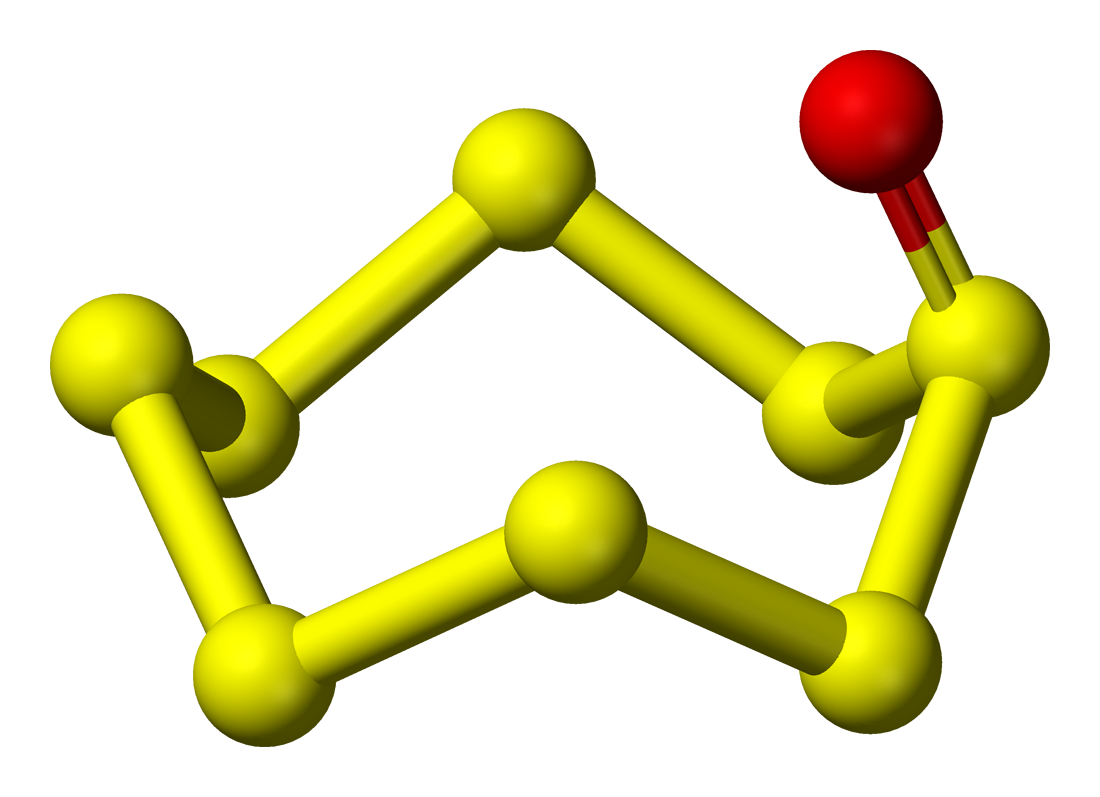
Modello 3D del monossido di ciclottazolfo, S_{8}O

Gli ossidi basici dello zolfo sono un gruppo di composti chimici in cui il numero medio di ossidazione dello zolfo è compreso tra +1 e +2. L'interesse in questi ossidi di zolfo è cresciuto col bisogno di conoscere l'inquinamento atmosferico terrestre e con la scoperta in atmosfere extraterrestri quali quella di Io e Venere di quantità significative di tali composti.
Qualche composto dapprima riportato dai ricercatori come il bluastro triossido di dizolfo, S2O3, formato dissolvendo zolfo nel triossido di zolfo SO3 appare in realtà un miscuglio di sali contenenti ioni S42+ e S82+.
Appartengono quindi a questo insieme: 
- SO, monossido di zolfo e il suo dimero S2O2, molecole stabili alle basse temperature.
- S2O, monossido di dizolfo, di struttura nonlineare, come il diossido di zolfo, SO2, l'ozono, O3 e S3. Il legame S-S è lungo 188,4 pm, quello S-O è 146,5 pm e l'angolo SSO è di 117,88°. Le due componenti del momento molecolare sono μa = 0,875 D e μb = 1.18 D[3]
- S3O, monossido di trizolfo: questa molecola instabile è stata ritrovata in fase gassosa nell'ambito della spettrometria di massa, ed ha due isomeri costituzionali: a catena e ad anello, detto monossido di ciclotrizolfo.[4]

- SnO, altri monossidi di ciclo-n-zolfo (4<n<11), basati su anelli ciclici degli allotropi dello zolfo Sn, che possono essere preparati ossidandoli con acido trifluoroperossoacetico, CF3C(O)OOH.[1] Sono tutti scuri di colore e si decompongono per dare zolfo e diossido di zolfo.[1]
- ossidi polimerici, studiati per determinare la loro rilevanza nel colore di Io.[5]
- polisolfossidi (PSO)